# Paradonea parva
Paradonea parva is een spinnensoort uit de familie van de fluweelspinnen (Eresidae).
De wetenschappelijke naam van de soort werd in 1920 als Adonea parva gepubliceerd door Richard William Ethelbert Tucker.

## Verspreiding
Deze soort komt voor in Namibië, Botswana en Zuid-Afrika.

## Beschrijving
Het mannelijke holotype is 6 mm lang.